# Archana Sharma (physicienne)
Pour les articles homonymes, voir Archana Sharma.
Archana Sharma est une physicienne indienne, chercheuse au CERN à Genève, en Suisse. Ses recherches portent sur la physique des particules,. Elle est connue en particulier pour son travail pionnier sur les détecteurs gazeux à haute granularité. Elle a reçu en 2023 le prix Pravasi Bharatiya Samman pour ses contributions à la science et à la technologie.

## Jeunesse et formation
Archana Sharma est née à Aligarh, de parents enseignants, son père en génie mécanique et sa mère en économie et géographie,. Elle grandit à Jhansi, dans l'Uttar Pradesh.
Elle étudie la physique à l'université hindoue de Bénarès et obtient son master en physique nucléaire en 1982, En 1989, elle soutient sa thèse de doctorat en physique expérimentale des particules à l'université de Delhi,. Elle obtient en 1996 un second doctorat de l'université de Genève et un MBA exécutif de l'Université internationale de Genève en 2001.

## Carrière
Archana Sharma rejoint le CERN en 1987, lorsqu'elle obtient un financement de trois ans pour mener des recherches dans le groupe de développement de détecteurs dirigé par Georges Charpak. Après avoir terminé son premier doctorat à New Delhi, elle s'installe à Genève avec sa famille en 1989 pour mener ses recherches postdoctorales sur les détecteurs gazeux, au cours desquelles elle décide de se lancer dans un deuxième doctorat à l'Université de Genève, pour approfondir son expertise en instrumentation.
Après avoir terminé ce doctorat, Sharma travaille au Centre de recherche sur les ions lourds de Darmstadt en Allemagne et à l'université du Maryland à College Park.
Depuis 2001, elle travaille au CERN sur l'expérience Compact Muon Solenoid (CMS), en vue de concevoir des détecteurs à haute efficacité pour faciliter la détection de la particule du boson de Higgs. Elle y a encadré environ 20 doctorats et a contribué à plus de 800 publications,,.

## Recherches
Sharma est surtout connue pour ses travaux sur les détecteurs gazeux, grâce auxquels elle a contribué à la découverte du boson de Higgs. Elle travaille sur l'expérience CMS dans le Grand collisionneur de hadrons, en développant un nouveau système de muons appelé GEM (Gas Electron Multiplier), qui peut détecter les muons dans la couche la plus externe du CMS. La détection d’un muon peut confirmer la production d’un boson de Higgs, et le CMS est également important pour étudier le rayonnement de fond et les composants de la matière noire,.
Elle est également connue pour ses travaux pionniers sur les chambres à fils, les chambres à plaques résistives et les détecteurs gazeux à micro-motifs, sur lesquels se sont appuyés ses travaux pour l'expérience CMS.

### Sélection de publications
- A. Sharma, Detection of single electrons with a GEM. Nuclear Instruments and Methods in Physics Research Section A: Accelerators, Spectrometers, Detectors and Associated Equipment 471, 136–139 (2001).
- A. Sharma, 3D simulation of charge transfer in a Gas Electron Multiplier (GEM) and comparison to experiment. Nuclear Instruments and Methods in Physics Research Section A: Accelerators, Spectrometers, Detectors and Associated Equipment 454, 267–271 (2000).
- A. Shah, A. Sharma, A. Kumar, J. Merlin, Md. Naimuddin, Impact of single-mask hole asymmetry on the properties of GEM detectors. Nuclear Instruments and Methods in Physics Research Section A: Accelerators, Spectrometers, Detectors and Associated Equipment 936, 459–461 (2019).
- S. Mukherjee, A. Sharma, S. Sodaye, A. Goswami, B. S. Tomar, Incomplete Fusion in the Excitation Functions of 12C + 115In reactions at 4–7 MeV/Nucleon. Int. J. Mod. Phys. E 15, 237–245 (2006).
- C. Richter, et al., On the efficient electron transfer through GEM. Nuclear Instruments and Methods in Physics Research Section A: Accelerators, Spectrometers, Detectors and Associated Equipment 478, 538–558 (2002).
- F. Sauli, A. Sharma, Micro-Pattern Gaseous Detectors. Annu. Rev. Nucl. Part. Sci. 49, 341–388 (1999).

## Prix et distinctions
En 2016, Archana Sharma devient distinguished lecturer pour la Société des sciences nucléaires et plasmatiques de l'IEEE,.
En 2023, elle reçoit le prix Pravasi Bharatiya Samman pour ses contributions à la science et à la technologie,.